# آمبولانس (فیلم ۱۹۹۰)
آمبولانس (انگلیسی: The Ambulance) یک فیلم کمدی دلهره‌آور آمریکایی به کارگردانی و نویسندگی لری کوئن است که در سال ۱۹۹۰ منتشر شد.

## بازیگران
- اریک رابرتس
- جیمز ارل جونز
- رد باتنز
- مگان گلگر
- جنین ترنر
- اریک برادن
- ریچارد برایت
- نیک چینلاند
- استن لی
- مایکل اوهر
- لورین لاندن
- لری کوئن می‌خواست جان تراولتا یا جیم کری را به عنوان نقش اصلی انتخاب کند، اما تهیه‌کنندگان نپذیرفتند.

## شبکه خانگی
این فیلم در ۱۳ مارس ۲۰۱۸ به صورت بلوری منتشر شد.